# Hansenius regneri
Hansenius regneri är en spindeldjursart som beskrevs av Beier 1944. Hansenius regneri ingår i släktet Hansenius och familjen tvåögonklokrypare. Inga underarter finns listade i Catalogue of Life.